# Belostoma subspinosum
Belostoma subspinosum är en insektsart som först beskrevs av Palisot 1820.  Belostoma subspinosum ingår i släktet Belostoma och familjen Belostomatidae.

## Underarter
Arten delas in i följande underarter:
- B. s. bifoveatum
- B. s. subspinosum